# Make It Happen
A Make It Happen Mariah Carey amerikai énekesnő harmadik kislemeze második, Emotions című albumáról. Egyike volt annak a négy gyors tempójú számnak, melyet David Cole és Robert Clivillés közreműködésével írt. A tánczene és gospel keverékeként jellemezhető dal arról szól, hogy ha az ember igazán akar valamit és Isten segítségét kéri hozzá, akkor el tudja érni. Az Egyesült Államokban ez volt az Emotions album utolsó kislemeze; máshol egy negyedik is megjelent, az If It’s Over.

## Fogadtatása
Carey első öt, az USA-ban megjelent kislemeze mind listavezető lett a USA Billboard Hot 100-on, a hatodik, a Can’t Let Go pedig a második helyre került. A Make It Happen a kiadó minden szándéka ellenére csak az ötödik helyig jutott. Tizenhat hetet töltött a Top 40-ben, és az év egyik legnagyobb slágere lett, 1992 végén a Hot 100 éves listán a 42. helyre került. Azt, hogy ötödik helyre jutott a listán annak ellenére, hogy nem sok kelt el a kislemezből, annak köszönheti a dal, hogy rengetegszer adták a rádióban, és a rádiós játszásokat ebben az időben kezdték számításba venni a Billboard összeállításakor.
A Make It Happen lett Carey első száma, mely egy más Billboard-listára sem került fel. Az USA-n kívül nem mindenhol aratott igazán nagy sikert, Kanadában ez lett az első kislemeze, ami még a Top 10-be sem került be, az Egyesült Királyságban és Ausztráliában viszont sikeresebb lett az előző kislemeznél.
Mint Carey minden korábbi kislemeze, ez is elnyerte a BMI Pop Awardot, ezzel Carey első két albumának minden, az USA-ban kiadott kislemeze elnyerte ezt a díjat.

## Szerzői jogi gondok
Kevin McCord detroiti dalszerző Michiganben keresetet nyújtott be Carey ellen; azt állította, hogy a Make It Happen az általa szerzett és Alicia Myers által előadott I Want to Thank You-ból használt fel engedély nélkül részleteket. Később kiderült, hogy Carey valójában kapott engedélyt a dal használatára.

## Videóklip és remixek
A dalhoz készült videóklipet Marcus Nispel rendezte, benne Carey rögtönzött koncertet tart egy templom előtt, melyet meg akarnak szüntetni. A dalhoz a C+C Music Factory (Cole és Clivillés) több remixet is készített. A Make It Happen egyike volt annak a hét számnak, melyet Mariah élőben előadott az MTV Unplugged koncert keretében, az erről készült koncertfelvétel kapható MV Unplugged című EP-jén.
Carey előadta a dalt az első VH1 Divas Live koncerten 1998-ban, egy későbbi slágerével, a My All-lal együtt. A dalt a mai napig gyakran játsszák rádiók, és Carey gyakran előadja koncertjein, valamint jótékonysági rendezvényeken.

## Változatok
Brit maxi kislemez (CD)
1. Make It Happen (radio edit)
2. Make It Happen (extended version)
3. Make It Happen (dub version)
4. Make It Happen (C+C classic version)
5. Make It Happen (LP version)

USA maxi kislemez (CD, kazetta, 12" kislemez)
1. Make It Happen (extended version)
2. Make It Happen (dub version)
3. Make It Happen (C+C classic version)
4. Make It Happen (radio edit)
5. Make It Happen (album version)
6. Emotions (Special Motion edit)

## Helyezések
| Slágerlista (1992)                             | Legmagasabb helyezés |
| ---------------------------------------------- | -------------------- |
| Ausztrál ARIA kislemezlista                    | 35                   |
| Brit kislemezlista                             | 17                   |
| Kanadai kislemezlista                          | 16                   |
| USA ARC Weekly Top 40                          | 2                    |
| USA Billboard Hot 100                          | 5                    |
| USA Billboard Adult Contemporary               | 13                   |
| USA Billboard Hot Dance Music/Club Play        | 16                   |
| USA Billboard Hot R&B/Hip-Hop Singles & Tracks | 7                    |